# Tuzie
Tuzie ist eine Ortschaft und eine ehemalige französische Gemeinde mit 171 Einwohnern (Stand: 1. Januar 2022) im Département Charente in der Region Nouvelle-Aquitaine (vor 2016: Poitou-Charentes). Sie gehörte zum Arrondissement Confolens, zum Kanton Charente-Nord. Die Bewohner nennen sich Tuziciens.
Mit Wirkung vom 1. Januar 2019 wurden die ehemaligen Gemeinden Courcôme, Villegats und Tuzie zur namensgleichen Commune nouvelle Courcôme zusammengeschlossen und haben in der neuen Gemeinde der Status einer Commune déléguée. Der Verwaltungssitz befindet sich im Ort Courcôme.

## Geografie
Tuzie liegt etwa 55 Kilometer nördlich von Angoulême im Norden der Landschaft Angoumois auf einem flachen Plateau westlich des Flusses Charente auf etwa 115 Meter Seehöhe. Nachbarorte sind:
- Courcôme im Nordwesten,
- Villegats im Nordosten,
- Salles-de-Villefagnan im Südosten sowie
- Charmé im Südwesten.

Neben den Ackerflächen rund um das Dorf breitet sich im Südwesten der Gemeinde das Waldgebiet Les Couraseaux aus. Zwischen Dorf und Wald verläuft das Tal des schmalen Charente-Nebenflusses Bief.

## Bevölkerungsentwicklung
| Jahr      | 1962 | 1968 | 1975 | 1982 | 1990 | 1999 | 2006 | 2012 |
| Einwohner | 127  | 118  | 110  | 107  | 113  | 121  | 129  | 174  |

## Infrastruktur
In Tuzie gibt es keine Kirche und keinen Friedhof; zuständig ist die Pfarrei in der Nachbargemeinde Courcôme. Hier befinden sich auch Kindergarten und Grundschule für die Kinder aus Tuzie.
Durch Tuzie führt die Départementsstraße D27 von Villefagnan zur vierspurigen mautfreien Schnellstraße N 10 / A 63 (Poitiers-Angoulême).